# Dede Gardner
Dede Gardner est une productrice de cinéma et de télévision américaine.

## Biographie
Elle fait des études au Collège Columbia de New York, d'où elle sort en 1990 avec un diplôme en littérature comparée et en anglais (il n'y avait pas de cursus cinéma à cette époque dans cette université).
Elle occupe ensuite divers postes d'assistante avant de gravir les échelons. Elle devient ainsi vice-présidente de Paramount Pictures avant de fonder en 2002 avec Brad Pitt la société de production Plan B Entertainment.

## Filmographie

### Cinéma
- 2006 : Courir avec des ciseaux de Ryan Murphy
- 2007 : L'Assassinat de Jesse James par le lâche Robert Ford d'Andrew Dominik
- 2007 : Un cœur invaincu de Michael Winterbottom
- 2007 : Year of the Dog de Mike White
- 2009 : Hors du temps de Robert Schwentke
- 2009 : Les Vies privées de Pippa Lee de Rebecca Miller
- 2010 : The Tree of Life de Terrence Malick
- 2010 : Mange, prie, aime de Ryan Murphy
- 2012 : Cogan : La Mort en douce d'Andrew Dominik
- 2013 : Twelve Years a Slave de Steve McQueen
- 2013 : World War Z de Marc Forster
- 2014 : Selma d'Ava DuVernay
- 2015 : True Story de Rupert Goold
- 2015 : The Big Short : Le Casse du siècle (The Big Short) d'Adam McKay
- 2016 : Voyage of Time de Terrence Malick
- 2016 : Moonlight de Barry Jenkins
- 2016 : The Lost City of Z de James Gray
- 2017 : War Machine de David Michôd
- 2017 : Okja de Bong Joon-ho
- 2017 : Brad's Status de Mike White
- 2018 : My Beautiful Boy (Beautiful Boy) de Felix Van Groeningen
- 2018 : Vice d'Adam McKay
- 2019 : Ad Astra de James Gray
- 2019 : Le Roi (The King) de David Michôd
- 2020 : Irresistible de Jon Stewart
- 2022 : Father of the Bride de Gary Alazraki
- 2022 : Blonde d'Andrew Dominik
- 2022 : She Said de Maria Schrader
- 2024 : Nickel Boys de RaMell Ross
- 2024 : Wolfs de Jon Watts
- 2025 : Mickey 17 de Bong Joon-ho
- 2025 : F1 de Joseph Kosinski
- 2025 : Hedda de Nia DaCosta

### Télévision
- 2008 : Pretty/Handsome de Ryan Murphy (téléfilm)
- 2014 : RIP : Fauchés et sans repos (Deadbeat), créé par Cody Heller et Brett Konner (série)
- 2014 : The Normal Heart de Ryan Murphy (téléfilm)
- 2014 : Resurrection créé par Aaron Zelman (série)
- 2014 : Nightingale d'Elliott Lester (téléfilm)
- 2014 : P.O.V., épisode Big Men de Rachel Boynton (série documentaire)
- 2016 : The OA, créé par Zal Batmanglij et Brit Marling (série)
- 2016 : Mamma Dallas de Mike White (téléfilm)
- 2017 : Feud, créé par Jaffe Cohen, Michael Zam et Ryan Murphy (série)

## Distinctions

### Récompenses
- Oscars 2014 : Oscar du meilleur film pour Twelve Years a Slave, conjointement avec Brad Pitt, Jeremy Kleiner, Steve McQueen, Anthony Katagas
- BAFTA 2014 : BAFA du meilleur film pour Twelve Years a Slave, conjointement avec Brad Pitt, Jeremy Kleiner, Steve McQueen, Anthony Katagas
- Emmy 2014 : Emmy du meilleur téléfilm pour The Normal Heart, conjointement avec Alex Martin Woodall, Scott Ferguson, Ryan Murphy, Dante di Loreto, Jason Blum, Brad Pitt, Mark Ruffalo
- Oscars 2017 : Oscar du meilleur film pour Moonlight, conjointement avec Jeremy Kleiner, Adele Romanski

### Nominations
- Oscars 2012 : nomination de The Tree of Life pour l'Oscar du meilleur film
- Oscars 2015 : nomination de Selma pour l'Oscar du meilleur film
- Oscars 2016 : nomination de The Big Short pour l'Oscar du meilleur film